# Świętogórsk

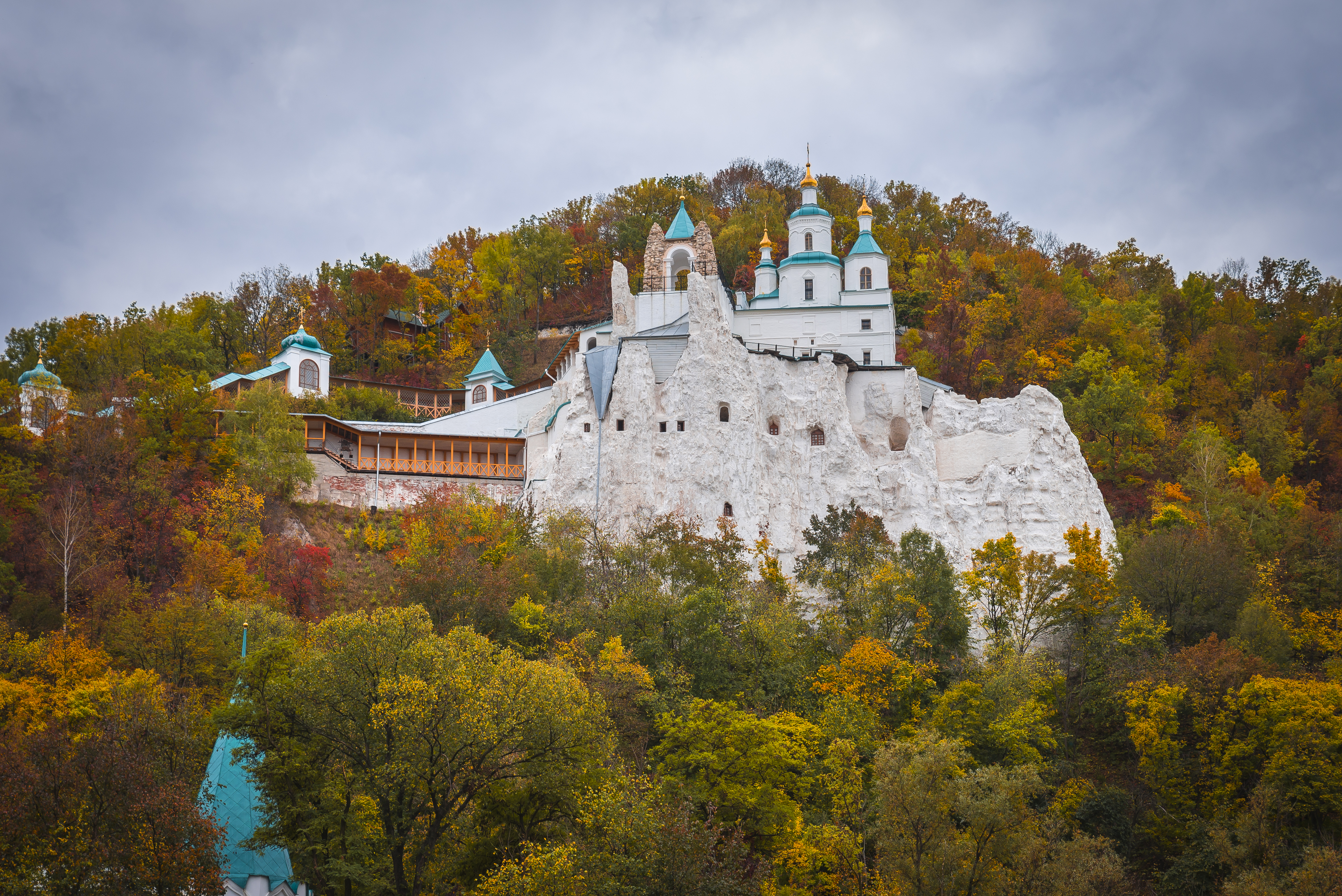
Cerkiew Mikołajów na skale kredowej (Ławra Świętogórska)

Świętogórsk (ukr. Святогірськ, Swiatohirśk) – miasto na Ukrainie, w obwodzie donieckim, w rejonie kramatorskim.

## Historia
Do 1938 r. wieś Banno-Tetianiwka, od 1938 r. wieś Banne (Banniwśke), od 1964 r. miasto Słowianohirśk, od 2003 r. miasto Swiatohirśk (pol. Świętogórsk).
Znajduje się nad brzegiem Dońca, w pobliżu granicy trzech obwodów – donieckiego, charkowskiego i ługańskiego. W pobliżu miasta znajduje się stacja kolejowa Świętogórsk. Ośrodek przemysłu spożywczego. W 1980 roku utworzono w mieście Państwowy Rezerwat Historyczno-Architektoniczny. W pobliżu miasta znajduje się prawosławny klasztor Świętogórski, który w 2004 roku klasztor Świętogórski otrzymał status Ławry.
W latach 1930–1941 istniała linia tramwajowa ze stacji kolejowej Świętogórsk na brzeg Dońca (działał tramwaj konny). Obecnie transport publiczny wykonuje linia autobusowa łącząca stację kolejową Świętogórsk z centrum miasta i Ławrą.
7 czerwca 2022 r., podczas rosyjskiej inwazji na Ukrainę, miasto zostało zajęte przez wojska rosyjskie. 12 września 2022 r., podczas kontrofensywy Sił Zbrojnych Ukrainy w obwodzie charkowskim, miasto zostało wyzwolone. Do tego czasu 90% budynków mieszkalnych zostało zniszczonych w wyniku działań bojowych i zachowania rosyjskich wojsk okupacyjnych.

## Demografia
- 2006 – 5100
- 2011 – 4692
- 2021 – 4309[1]